# 8-я воздушная армия (СССР)
8-я воздушная армия (8-я ВА) — воздушная армия Вооружённых сил СССР во время Великой Отечественной войны. Сформирована 13 июня 1942 года приказом НКО № 00119 от 9 июня 1942 года на базе управления и частей ВВС Юго-Западного фронта.

## История организационного строительства
8-я воздушная армия сформирована в соответствии с приказом Наркома обороны СССР от 9 июня преобразованием 13 июня 1942 года ВВС Юго-Западного фронта с прибывшими в их состав из резерва Ставки Верховного Главнокомандования авиационными дивизиями и полками.
С момента образования входила в состав Юго-Западного фронта. В Сталинградской битве находилась в составе Юго-Восточного, затем (с 12 июля 1942 года) Сталинградского фронта. Позднее в составе Южного фронта (20 октября 1943 переименован в 4-й Украинский). Во время Львовско-Сандомирской операции находилась в составе 1-го Украинского фронта.
После войны 4-й Украинский фронт 25 августа 1945 года на основании приказа НКО СССР от 9 июля 1945 года расформирован, его полевое управление обращено на формирование Львовского военного округа, а 8-я воздушная армия бо́льшую часть своих соединений передала в состав вновь образованных ВВС Львовского военного округа. Управление 8-й воздушной армии было перебазировано в Винницу, где 9 апреля 1946 года было переформировано в управление 2-й воздушной армии Дальней авиации. 20 февраля 1949 года на основании директивы Генерального штаба Советской Армии переименована в 43-ю воздушную армию Дальней авиации. В связи с сокращениями ВВС 1 июля 1960 года переформирована, не меняя дислокации штаба, в 43-ю ракетную армию РВСН, а авиационные части сведены во 2-й отдельный тяжёлый бомбардировочный авиационный корпус.

## История наименований
- ВВС Юго-Западного военного округа (21.04.1922 — 27.05.1922);
- ВВС Украинского военного округа (27.05.1922 — 17.05.1935);
- ВВС Киевского военного округа (17.05.1935 — 26.07.1938);
- ВВС Киевского особого военного округа (26.07.1938 — 24.06.1941);
- ВВС Юго-Западного фронта (с 22 июня 1941 года);
- 8-я воздушная армия (13 июня 1942 года);
- 2-я воздушная армия дальней авиации (9 апреля 1946 года);
- 43-я воздушная армия дальней авиации (20 февраля 1949 года);
- 43-я ракетная армия (1 июля 1960 года);
- Войсковая часть 29702 (до 04.1946 г.).
- Войсковая часть 35564 (после 04.1946 г.).

## В составе объединений
| Дата          | Фронт (округ)               | примечание |
| ------------- | --------------------------- | ---------- |
| 09.06.1942 г. | Юго-Западный фронт          |            |
| 12.07.1942 г. | Сталинградский фронт        |            |
| 15.09.1942 г. | Юго-Восточный фронт         |            |
| 30.09.1942 г. | Сталинградский фронт        |            |
| 31.12.1942 г. | Южный фронт                 |            |
| 20.10.1943 г. | 4-й Украинский фронт        |            |
| 09.05.1945 г. | 4-й Украинский фронт        |            |
| 25.09.1945 г. | Прикарпатский военный округ |            |
| 09.04.1946 г. | Киевский военный округ      |            |

## Боевой и количественный состав

### Боевой и количественный состав на момент формирования
- 228-я штурмовая авиационная дивизия — управление дивизии сформировано из управления резервной авиационной группы фронтового подчинения военно-воздушных сил Юго-Западного фронта, (командир полковник В. В. Степичев)[3].
- 268-я истребительная авиационная дивизия — управление дивизии сформировано из управления маневренной авиационной группы фронтового подчинения военно-воздушных сил Юго-Западного фронта, (командир полковник Б. А. Сиднев)[3].
- 269-я истребительная авиационная дивизия — управление дивизии сформировано из управления ВВС 28-й армии Юго-Западного фронта, (командир полковник И.П. Ларюшкин)[3].
- 270-я бомбардировочная авиационная дивизия — управление дивизии сформировано из управления ударной авиационной группы фронтового подчинения военно-воздушных сил Юго-Западного фронта, (командир полковник О. А. Егоров)[3].
- 271-я ночная бомбардировочная авиационная дивизия — управление дивизии сформировано из управления ВВС 38-й армии Юго-Западного фронта, (командир полковник М. X. Борисенко)[3].
- 272-я ночная бомбардировочная авиационная дивизия — управление дивизии сформировано из управления ВВС 21-й армии Юго-Западного фронта, (командир полковник П. О. Кузнецов)[3].
- 789-й истребительный авиационный полк[4]

Первоначальный состав:
| - 206-я истребительная авиационная дивизия (прежде, до 8 июня 1942, находилась в составе 2-й ВА); - 220-я истребительная авиационная дивизия; - 226-я штурмовая авиационная дивизия; - 228-я штурмовая авиационная дивизия; - 235-я истребительная авиационная дивизия; - 268-я истребительная авиационная дивизия; - 269-я истребительная авиационная дивизия; - 270-я бомбардировочная авиационная дивизия; - 271-я бомбардировочная авиационная дивизия; - 272-я бомбардировочная авиационная дивизия; - 789-й истребительный авиационный полк; - 8-й отдельный разведывательный авиаполк (сформирован на базе 90-й и 91-й отдельных разведывательных авиаэскадрилий ВВС Юго-Западного фронта); - транспортный авиаотряд; - семь отдельных эскадрилий. |

### Боевой состав на 1942 год
| в составе Юго-Западного фронта - 206-я истребительная авиационная дивизия - 31-й истребительный авиационный полк - 427-й истребительный авиационный полк - 515-й истребительный авиационный полк - 876-й истребительный авиационный полк - 220-я истребительная авиационная дивизия - 2-й истребительный авиационный полк - 43-й истребительный авиационный полк - 248-й истребительный авиационный полк - 291-й истребительный авиационный полк - 296-й истребительный авиационный полк - 754-й истребительный авиационный полк - 875-й истребительный авиационный полк - 929-й истребительный авиационный полк - 235-я истребительная авиационная дивизия - 3-й гвардейский истребительный авиационный полк - 13-й истребительный авиационный полк - 46-й истребительный авиационный полк - 156-й истребительный авиационный полк - 180-й истребительный авиационный полк - 181-й истребительный авиационный полк - 191-й истребительный авиационный полк - 239-й истребительный авиационный полк - 436-й истребительный авиационный полк - 268-я истребительная авиационная дивизия - 9-й гвардейский истребительный авиационный полк - 273 истребительный авиационный полк - 297-й истребительный авиационный полк - 512-й истребительный авиационный полк - 659-й истребительный авиационный полк - 269-я истребительная авиационная дивизия - 6-й истребительный авиационный полк - 148-й истребительный авиационный полк - 183-й истребительный авиационный полк - 254-й истребительный авиационный полк - 297-й истребительный авиационный полк - 221-я бомбардировочная авиационная дивизия, - 226-я штурмовая авиационная дивизия, - 228-я штурмовая авиационная дивизия, - 270-я бомбардировочная авиационная дивизия, - 271-я ночная бомбардировочная авиационная дивизия, - 272-я ночная бомбардировочная авиационная дивизия, - отдельные части и подразделения: - 8-й отдельный разведывательный авиационный полк - 13-й гвардейский бомбардировочный авиационный полк, - 43-й истребительный авиационный полк, - 434-й истребительный авиационный полк, - 789-й истребительный авиационный полк, - 38-я подвижная авиационная ремонтная железнодорожная мастерская |

| в составе Сталинградского фронта: - 220-я истребительная авиационная дивизия - 43-й истребительный авиационный полк - 291-й истребительный авиационный полк - 296-й истребительный авиационный полк - 512-й истребительный авиационный полк - 875-й истребительный авиационный полк - 929-й истребительный авиационный полк - 235-я истребительная авиационная дивизия - 3-й гвардейский истребительный авиационный полк - 13-й истребительный авиационный полк - 156-й истребительный авиационный полк - 181-й истребительный авиационный полк - 239-й истребительный авиационный полк - 436-й истребительный авиационный полк - 268-я истребительная авиационная дивизия - 9-й гвардейский истребительный авиационный полк - 273 истребительный авиационный полк - 296-й истребительный авиационный полк - 440-й истребительный авиационный полк - 269-я истребительная авиационная дивизия - 6-й истребительный авиационный полк - 183-й истребительный авиационный полк - 864-й истребительный авиационный полк - 206-я штурмовая авиационная дивизия, - 226-я штурмовая авиационная дивизия, - 228-я штурмовая авиационная дивизия, - 270-я бомбардировочная авиационная дивизия, - 271-я бомбардировочная авиационная дивизия, - 272-я ночная бомбардировочная авиационная дивизия, - отдельные части и подразделения: - 8-й отдельный разведывательный авиационный полк, - 13-й гвардейский бомбардировочный авиационный полк, - 23-й смешанный авиационный полк, - 282-й смешанный авиационный полк, - 555-й смешанный авиационный полк, - 633-й смешанный авиационный полк, - 789-й истребительный авиационный полк, - 38-я подвижная авиационная ремонтная железнодорожная мастерская |

| в составе Сталинградского фронта: - 220-я истребительная авиационная дивизия - 43-й истребительный авиационный полк - 211-й истребительный авиационный полк - 237-й истребительный авиационный полк - 291-й истребительный авиационный полк - 512-й истребительный авиационный полк - 581-й истребительный авиационный полк - 867-й истребительный авиационный полк - 268-я истребительная авиационная дивизия - 9-й гвардейский истребительный авиационный полк - 11-й истребительный авиационный полк - 126-й истребительный авиационный полк - 273 истребительный авиационный полк - 296-й истребительный авиационный полк - 269-я истребительная авиационная дивизия - 6-й истребительный авиационный полк - 183-й истребительный авиационный полк - 864-й истребительный авиационный полк - 287-я истребительная авиационная дивизия - 15-й истребительный авиационный полк - 27-й истребительный авиационный полк - 240-й истребительный авиационный полк - 297-й истребительный авиационный полк - 437-й истребительный авиационный полк - 288-я истребительная авиационная дивизия - 4-й истребительный авиационный полк - 12-й истребительный авиационный полк - 274-й истребительный авиационный полк (первого формирования) (с 05.09) - 287-й истребительный авиационный полк - 483-й истребительный авиационный полк (с 12.09) - 611-й истребительный авиационный полк (с 19.09) - 900-й истребительный авиационный полк - 206-я штурмовая авиационная дивизия, - 226-я штурмовая авиационная дивизия, - 228-я штурмовая авиационная дивизия, - 270-я бомбардировочная авиационная дивизия, - 271-я ночная бомбардировочная авиационная дивизия, - 272-я ночная бомбардировочная авиационная дивизия, - отдельные части и подразделения: - 8-й отдельный разведывательный авиационный полк, - 23-й смешанный авиационный полк, - 282-й смешанный авиационный полк, - 633-й смешанный авиационный полк, - 655-й смешанный авиационный полк, - 714-й легкобомбардировочный авиационный полк, - 678-й транспортный авиационный полк, - 38-я подвижная авиационная ремонтная железнодорожная мастерская |

| в составе Сталинградского фронта: - 268-я истребительная авиационная дивизия - 2-й истребительный авиационный полк - 9-й гвардейский истребительный авиационный полк - 11-й истребительный авиационный полк - 273 истребительный авиационный полк - 296-й истребительный авиационный полк - 287-я истребительная авиационная дивизия - 27-й истребительный авиационный полк - 293-й истребительный авиационный полк (с 14.10) - 437-й истребительный авиационный полк - 288-я истребительная авиационная дивизия - 4-й истребительный авиационный полк - 274-й истребительный авиационный полк (первого формирования) - 483-й истребительный авиационный полк - 206-я штурмовая авиационная дивизия, - 226-я штурмовая авиационная дивизия, - 289-я штурмовая авиационная дивизия, - 270-я бомбардировочная авиационная дивизия, - 272-я ночная бомбардировочная авиационная дивизия, - отдельные части и подразделения: - 8-й отдельный разведывательный авиационный полк, - 23-й смешанный авиационный полк, - 282-й смешанный авиационный полк, - 633-й смешанный авиационный полк, - 655-й смешанный авиационный полк, - 932-й смешанный авиационный полк, - 678-й транспортный авиационный полк, - 31-я корректировочная авиационная эскадрилья - 32-я корректировочная авиационная эскадрилья |

| в составе Сталинградского фронта: - 268-я истребительная авиационная дивизия - 9-й гвардейский истребительный авиационный полк - 11-й истребительный авиационный полк - 273 истребительный авиационный полк - 274-й истребительный авиационный полк (первого формирования) - 296-й истребительный авиационный полк - 287-я истребительная авиационная дивизия - 27-й истребительный авиационный полк - 293-й истребительный авиационный полк - 206-я штурмовая авиационная дивизия, - 226-я штурмовая авиационная дивизия, - 289-я штурмовая авиационная дивизия, - 270-я бомбардировочная авиационная дивизия, - 272-я ночная бомбардировочная авиационная дивизия, - отдельные части и подразделения: - 8-й отдельный разведывательный авиационный полк, - 23-й смешанный авиационный полк, - 282-й смешанный авиационный полк, - 633-й смешанный авиационный полк, - 655-й смешанный авиационный полк, - 932-й смешанный авиационный полк, - 678-й транспортный авиационный полк, |

| в составе Сталинградского фронта: - 268-я истребительная авиационная дивизия - 9-й гвардейский истребительный авиационный полк - 11-й истребительный авиационный полк - 31-й гвардейский истребительный авиационный полк (с 22.11) - 274-й истребительный авиационный полк (первого формирования) - 296-й истребительный авиационный полк - 287-я истребительная авиационная дивизия - 2-й истребительный авиационный полк (с 11.12) - 4-й истребительный авиационный полк (с 12.12) - 12-й истребительный авиационный полк (с 11.12) - 27-й истребительный авиационный полк (по 12.12) - 293-й истребительный авиационный полк - 206-я штурмовая авиационная дивизия, - 226-я штурмовая авиационная дивизия, - 270-я бомбардировочная авиационная дивизия, - 272-я ночная бомбардировочная авиационная дивизия, - отдельные части и подразделения: - 8-й отдельный разведывательный авиационный полк, - 633-й смешанный авиационный полк, - 655-й смешанный авиационный полк, - 932-й смешанный авиационный полк, - 678-й транспортный авиационный полк, |

### Боевой состав на 1943 год
| в составе Южного фронта: - 2-й смешанный авиационный корпус - 201-я истребительная авиационная дивизия - 214-я штурмовая авиационная дивизия - 206-я штурмовая авиационная дивизия - 226-я штурмовая авиационная дивизия - 235-я истребительная авиационная дивизия - 268-я истребительная авиационная дивизия - 287-я истребительная авиационная дивизия - 270-я бомбардировочная авиационная дивизия - 272-я ночная бомбардировочная авиационная дивизия - 289-я смешанная авиационная дивизия - отдельные части и подразделения: - 8-й отдельный разведывательный авиационный полк - 932-й смешанный авиационный полк - 678-й транспортный авиационный полк - 31-я корректировочная авиационная эскадрилья - 32-я корректировочная авиационная эскадрилья |

| в составе Южного фронта: - 2-й смешанный авиационный корпус - 201-я истребительная авиационная дивизия - 235-я истребительная авиационная дивизия - 214-я штурмовая авиационная дивизия - 206-я штурмовая авиационная дивизия - 226-я штурмовая авиационная дивизия - 268-я истребительная авиационная дивизия - 287-я истребительная авиационная дивизия - 270-я бомбардировочная авиационная дивизия - 272-я ночная бомбардировочная авиационная дивизия - 289-я смешанная авиационная дивизия - отдельные части и подразделения: - 8-й отдельный разведывательный авиационный полк - 932-й смешанный авиационный полк - 678-й транспортный авиационный полк - 31-я корректировочная авиационная эскадрилья - 32-я корректировочная авиационная эскадрилья |

| в составе Южного фронта: - 2-й смешанный авиационный корпус - 201-я истребительная авиационная дивизия - 235-я истребительная авиационная дивизия - 214-я штурмовая авиационная дивизия - 206-я штурмовая авиационная дивизия - 226-я штурмовая авиационная дивизия - 268-я истребительная авиационная дивизия - 287-я истребительная авиационная дивизия - 270-я бомбардировочная авиационная дивизия - 272-я ночная бомбардировочная авиационная дивизия - 289-я смешанная авиационная дивизия - отдельные части и подразделения: - 8-й отдельный разведывательный авиационный полк - 932-й смешанный авиационный полк - 678-й транспортный авиационный полк |

| в составе Южного фронта: - 10-й смешанный авиационный корпус - 206-я истребительная авиационная дивизия - 287-я истребительная авиационная дивизия - 289-я штурмовая авиационная дивизия - 1-я гвардейская штурмовая авиационная дивизия - 270-я бомбардировочная авиационная дивизия - 2-я гвардейская ночная бомбардировочная авиационная дивизия - 6-я гвардейская истребительная авиационная дивизия - отдельные части и подразделения: - 8-й отдельный разведывательный авиационный полк - 406-й легкобомбардировочный авиационный полк - 678-й транспортный авиационный полк |

| в составе Южного фронта: - 10-й смешанный авиационный корпус - 206-я истребительная авиационная дивизия - 289-я штурмовая авиационная дивизия - 1-я гвардейская штурмовая авиационная дивизия - 270-я бомбардировочная авиационная дивизия - 2-я гвардейская ночная бомбардировочная авиационная дивизия - 6-я гвардейская истребительная авиационная дивизия - отдельные части и подразделения: - 8-й отдельный разведывательный авиационный полк - 406-й легкобомбардировочный авиационный полк - 678-й транспортный авиационный полк - 5-й санитарный авиационный полк |

| в составе Южного фронта: - 10-й смешанный авиационный корпус - 206-я истребительная авиационная дивизия - 289-я штурмовая авиационная дивизия - 1-я гвардейская штурмовая авиационная дивизия - 270-я бомбардировочная авиационная дивизия - 2-я гвардейская ночная бомбардировочная авиационная дивизия - 6-я гвардейская истребительная авиационная дивизия - отдельные части и подразделения: - 8-й отдельный разведывательный авиационный полк - 406-й легкобомбардировочный авиационный полк - 678-й транспортный авиационный полк - 5-й санитарный авиационный полк - 87-й гвардейский авиационный полк ГВФ |

| в составе Южного фронта: - 10-й смешанный авиационный корпус - 289-я штурмовая авиационная дивизия - 1-я гвардейская штурмовая авиационная дивизия - 270-я бомбардировочная авиационная дивизия - 2-я гвардейская ночная бомбардировочная авиационная дивизия - 6-я гвардейская истребительная авиационная дивизия - отдельные части и подразделения: - 8-й отдельный разведывательный авиационный полк - 406-й легкобомбардировочный авиационный полк - 678-й транспортный авиационный полк - 5-й санитарный авиационный полк - 87-й гвардейский авиационный полк ГВФ |

| в составе Южного фронта: - 7-й штурмовой авиационный корпус - 206-я штурмовая авиационная дивизия - 236-я истребительная авиационная дивизия - 289-я штурмовая авиационная дивизия - 1-я гвардейская штурмовая авиационная дивизия - 270-я бомбардировочная авиационная дивизия - 2-я гвардейская ночная бомбардировочная авиационная дивизия - 6-я гвардейская истребительная авиационная дивизия - отдельные части и подразделения: - 8-й отдельный разведывательный авиационный полк - 406-й легкобомбардировочный авиационный полк - 678-й транспортный авиационный полк - 5-й санитарный авиационный полк - 87-й гвардейский авиационный полк ГВФ - 61-я корректировочная авиационная эскадрилья |

| в составе Южного фронта: - 7-й штурмовой авиационный корпус - 206-я штурмовая авиационная дивизия - 289-я штурмовая авиационная дивизия - 3-й истребительный авиационный корпус - 265-я истребительная авиационная дивизия - 278-я истребительная авиационная дивизия - 270-я бомбардировочная авиационная дивизия - 1-я гвардейская штурмовая авиационная дивизия - 2-я гвардейская ночная бомбардировочная авиационная дивизия - 6-я гвардейская истребительная авиационная дивизия - 9-я гвардейская истребительная авиационная дивизия - 236-я истребительная авиационная дивизия - отдельные части и подразделения: - 8-й отдельный разведывательный авиационный полк - 406-й легкобомбардировочный авиационный полк - 994-й легкобомбардировочный авиационный полк - 678-й транспортный авиационный полк - 5-й санитарный авиационный полк - 87-й гвардейский авиационный полк ГВФ - 61-я корректировочная авиационная эскадрилья |

| в составе Южного фронта: - 7-й штурмовой авиационный корпус - 206-я штурмовая авиационная дивизия - 289-я штурмовая авиационная дивизия - 3-й истребительный авиационный корпус - 265-я истребительная авиационная дивизия - 278-я истребительная авиационная дивизия - 270-я бомбардировочная авиационная дивизия - 1-я гвардейская штурмовая авиационная дивизия - 6-я гвардейская истребительная авиационная дивизия - 9-я гвардейская истребительная авиационная дивизия - 236-я истребительная авиационная дивизия - отдельные части и подразделения: - 8-й отдельный разведывательный авиационный полк - 406-й легкобомбардировочный авиационный полк - 994-й легкобомбардировочный авиационный полк - 678-й транспортный авиационный полк - 5-й санитарный авиационный полк - 87-й гвардейский авиационный полк ГВФ - 23-я корректировочная авиационная эскадрилья - 61-я корректировочная авиационная эскадрилья |

| в составе Южного фронта: - 7-й штурмовой авиационный корпус - 206-я штурмовая авиационная дивизия - 289-я штурмовая авиационная дивизия - 3-й истребительный авиационный корпус - 265-я истребительная авиационная дивизия - 278-я истребительная авиационная дивизия - 2-я гвардейская бомбардировочная авиационная дивизия - 6-я гвардейская бомбардировочная авиационная дивизия - 1-я гвардейская штурмовая авиационная дивизия - 6-я гвардейская истребительная авиационная дивизия - 9-я гвардейская истребительная авиационная дивизия - 236-я истребительная авиационная дивизия - отдельные части и подразделения: - 8-й отдельный разведывательный авиационный полк - 406-й легкобомбардировочный авиационный полк - 994-й легкобомбардировочный авиационный полк - 678-й транспортный авиационный полк - 5-й санитарный авиационный полк - 87-й гвардейский авиационный полк ГВФ - 23-я корректировочная авиационная эскадрилья - 61-я корректировочная авиационная эскадрилья - 68-я корректировочная авиационная эскадрилья |

| в составе Южного фронта: - 7-й штурмовой авиационный корпус - 206-я штурмовая авиационная дивизия - 289-я штурмовая авиационная дивизия - 3-й истребительный авиационный корпус - 265-я истребительная авиационная дивизия - 278-я истребительная авиационная дивизия - 2-я гвардейская бомбардировочная авиационная дивизия - 6-я гвардейская бомбардировочная авиационная дивизия - 1-я гвардейская штурмовая авиационная дивизия - 6-я гвардейская истребительная авиационная дивизия - 9-я гвардейская истребительная авиационная дивизия - 236-я истребительная авиационная дивизия - отдельные части и подразделения: - 8-й отдельный разведывательный авиационный полк - 406-й легкобомбардировочный авиационный полк - 994-й легкобомбардировочный авиационный полк - 678-й транспортный авиационный полк - 5-й санитарный авиационный полк - 87-й гвардейский авиационный полк ГВФ - 23-я корректировочная авиационная эскадрилья - 61-я корректировочная авиационная эскадрилья - 68-я корректировочная авиационная эскадрилья |

### Боевой состав на 1944 год
| в составе 4-го Украинского фронта: - 7-й штурмовой авиационный корпус - 206-я штурмовая авиационная дивизия - 289-я штурмовая авиационная дивизия - 3-й истребительный авиационный корпус - 265-я истребительная авиационная дивизия - 278-я истребительная авиационная дивизия - 2-я гвардейская ночная бомбардировочная авиационная дивизия - 6-я гвардейская бомбардировочная авиационная дивизия - 1-я гвардейская штурмовая авиационная дивизия - 6-я гвардейская истребительная авиационная дивизия - 9-я гвардейская истребительная авиационная дивизия - 236-я истребительная авиационная дивизия - отдельные части и подразделения: - 8-й отдельный разведывательный авиационный полк - 406-й легкобомбардировочный авиационный полк - 10-й транспортный авиационный полк - 678-й транспортный авиационный полк - 5-й санитарный авиационный полк - 87-й гвардейский авиационный полк ГВФ - 23-я корректировочная авиационная эскадрилья - 61-я корректировочная авиационная эскадрилья - 68-я корректировочная авиационная эскадрилья |

| в составе 4-го Украинского фронта: - 7-й штурмовой авиационный корпус - 206-я штурмовая авиационная дивизия - 289-я штурмовая авиационная дивизия - 236-я истребительная авиационная дивизия - 3-й истребительный авиационный корпус - 265-я истребительная авиационная дивизия - 278-я истребительная авиационная дивизия - 2-я гвардейская ночная бомбардировочная авиационная дивизия - 6-я гвардейская бомбардировочная авиационная дивизия - 1-я гвардейская штурмовая авиационная дивизия - 6-я гвардейская истребительная авиационная дивизия - отдельные части и подразделения: - 8-й отдельный разведывательный авиационный полк - 406-й легкобомбардировочный авиационный полк - 678-й транспортный авиационный полк - 5-й санитарный авиационный полк - 87-й гвардейский авиационный полк ГВФ - 23-я корректировочная авиационная эскадрилья - 61-я корректировочная авиационная эскадрилья - 68-я корректировочная авиационная эскадрилья |

| в составе 4-го Украинского фронта: - 7-й штурмовой авиационный корпус - 206-я штурмовая авиационная дивизия - 289-я штурмовая авиационная дивизия - 236-я истребительная авиационная дивизия - 3-й истребительный авиационный корпус - 265-я истребительная авиационная дивизия - 278-я истребительная авиационная дивизия - 2-я гвардейская ночная бомбардировочная авиационная дивизия - 6-я гвардейская бомбардировочная авиационная дивизия - 1-я гвардейская штурмовая авиационная дивизия - 6-я гвардейская истребительная авиационная дивизия - отдельные части и подразделения: - 8-й отдельный разведывательный авиационный полк - 406-й легкобомбардировочный авиационный полк - 678-й транспортный авиационный полк - 5-й санитарный авиационный полк - 87-й гвардейский авиационный полк ГВФ - 23-я корректировочная авиационная эскадрилья - 61-я корректировочная авиационная эскадрилья - 68-я корректировочная авиационная эскадрилья |

| в составе 4-го Украинского фронта: - 7-й штурмовой авиационный корпус - 206-я штурмовая авиационная дивизия - 289-я штурмовая авиационная дивизия - 236-я истребительная авиационная дивизия - 3-й истребительный авиационный корпус - 265-я истребительная авиационная дивизия - 278-я истребительная авиационная дивизия - 2-я гвардейская ночная бомбардировочная авиационная дивизия - 6-я гвардейская бомбардировочная авиационная дивизия - 1-я гвардейская штурмовая авиационная дивизия - 6-я гвардейская истребительная авиационная дивизия - отдельные части и подразделения: - 8-й отдельный разведывательный авиационный полк - 100-й корректировочный разведывательный авиационный полк - 406-й легкобомбардировочный авиационный полк - 678-й транспортный авиационный полк - 5-й санитарный авиационный полк - 87-й гвардейский авиационный полк ГВФ |

| в составе 4-го Украинского фронта: - 7-й штурмовой авиационный корпус - 206-я штурмовая авиационная дивизия - 289-я штурмовая авиационная дивизия - 236-я истребительная авиационная дивизия - 3-й истребительный авиационный корпус - 265-я истребительная авиационная дивизия - 278-я истребительная авиационная дивизия - 2-я гвардейская ночная бомбардировочная авиационная дивизия - 6-я гвардейская бомбардировочная авиационная дивизия - 9-я гвардейская бомбардировочная авиационная дивизия - 1-я гвардейская штурмовая авиационная дивизия - 6-я гвардейская истребительная авиационная дивизия - 229-я истребительная авиационная дивизия - отдельные части и подразделения: - 8-й отдельный разведывательный авиационный полк - 100-й корректировочный разведывательный авиационный полк - 406-й легкобомбардировочный авиационный полк - 678-й транспортный авиационный полк - 5-й санитарный авиационный полк - 87-й гвардейский авиационный полк ГВФ |

| в составе Резерва Ставки ВГК: - 1-й смешанный авиационный корпус - 214-я штурмовая авиационная дивизия - 129-я истребительная авиационная дивизия - 7-й штурмовой авиационный корпус - 206-я штурмовая авиационная дивизия - 289-я штурмовая авиационная дивизия - 2-й истребительный авиационный корпус - 7-я гвардейская истребительная авиационная дивизия - 322-я истребительная авиационная дивизия - 3-й истребительный авиационный корпус - 265-я истребительная авиационная дивизия - 278-я истребительная авиационная дивизия - 334-я бомбардировочная авиационная дивизия - 300-я штурмовая авиационная дивизия - 2-я гвардейская ночная бомбардировочная авиационная дивизия - 6-я гвардейская бомбардировочная авиационная дивизия - 329-я истребительная авиационная дивизия - 1-я гвардейская штурмовая авиационная дивизия - 6-я гвардейская истребительная авиационная дивизия - 329-я истребительная авиационная дивизия - отдельные части и подразделения: - 8-й отдельный разведывательный авиационный полк - 100-й корректировочный разведывательный авиационный полк - 406-й легкобомбардировочный авиационный полк - 678-й транспортный авиационный полк - 5-й санитарный авиационный полк - 87-й гвардейский авиационный полк ГВФ |

| в составе Резерва Ставки ВГК: - отдельные части и подразделения: - 8-й отдельный разведывательный авиационный полк - 100-й корректировочный разведывательный авиационный полк - 406-й легкобомбардировочный авиационный полк - 678-й транспортный авиационный полк - 5-й санитарный авиационный полк - 87-й гвардейский авиационный полк ГВФ |

| в составе 1-го Украинского фронта: - 1-й гвардейский смешанный авиационный корпус - 5-я гвардейская штурмовая авиационная дивизия - 6-я гвардейская штурмовая авиационная дивизия - 11-я гвардейская истребительная авиационная дивизия - 2-й гвардейский бомбардировочный авиационный корпус - 1-я гвардейская бомбардировочная авиационная дивизия - 8-я гвардейская бомбардировочная авиационная дивизия - 224-я бомбардировочная авиационная дивизия - 5-й штурмовой авиационный корпус - 4-я гвардейская штурмовая авиационная дивизия - 264-я штурмовая авиационная дивизия - 331-я истребительная авиационная дивизия - 7-й истребительный авиационный корпус - 9-я гвардейская истребительная авиационная дивизия - 205-я истребительная авиационная дивизия - 304-я истребительная авиационная дивизия - отдельные части и подразделения: - 8-й отдельный разведывательный авиационный полк - 100-й корректировочный разведывательный авиационный полк - 678-й транспортный авиационный полк |

| в составе 4-го Украинского фронта: - 8-й штурмовой авиационный корпус - 224-я штурмовая авиационная дивизия - 227-я штурмовая авиационная дивизия - 10-й истребительный авиационный корпус - 10-я гвардейская истребительная авиационная дивизия - 15-я гвардейская истребительная авиационная дивизия - 321-я бомбардировочная авиационная дивизия - отдельные части и подразделения: - 8-й отдельный разведывательный авиационный полк - 100-й корректировочный разведывательный авиационный полк - 678-й транспортный авиационный полк - 87-й гвардейский авиационный полк ГВФ |

| в составе 4-го Украинского фронта: - 8-й штурмовой авиационный корпус - 224-я штурмовая авиационная дивизия - 227-я штурмовая авиационная дивизия - 10-й истребительный авиационный корпус - 10-я гвардейская истребительная авиационная дивизия - 15-я гвардейская истребительная авиационная дивизия - 321-я бомбардировочная авиационная дивизия - отдельные части и подразделения: - 8-й отдельный разведывательный авиационный полк - 100-й корректировочный разведывательный авиационный полк - 678-й транспортный авиационный полк - 87-й гвардейский авиационный полк ГВФ |

| в составе 4-го Украинского фронта: - 8-й штурмовой авиационный корпус - 224-я штурмовая авиационная дивизия - 227-я штурмовая авиационная дивизия - 10-й истребительный авиационный корпус - 10-я гвардейская истребительная авиационная дивизия - 15-я гвардейская истребительная авиационная дивизия - 321-я бомбардировочная авиационная дивизия - отдельные части и подразделения: - 8-й отдельный разведывательный авиационный полк - 100-й корректировочный разведывательный авиационный полк - 678-й транспортный авиационный полк - 87-й гвардейский авиационный полк ГВФ |

| в составе 4-го Украинского фронта: - 8-й штурмовой авиационный корпус - 224-я штурмовая авиационная дивизия - 227-я штурмовая авиационная дивизия - 10-й истребительный авиационный корпус - 10-я гвардейская истребительная авиационная дивизия - 15-я гвардейская истребительная авиационная дивизия - 321-я бомбардировочная авиационная дивизия - отдельные части и подразделения: - 8-й отдельный разведывательный авиационный полк - 100-й корректировочный разведывательный авиационный полк - 678-й транспортный авиационный полк - 87-й гвардейский авиационный полк ГВФ - 383-я отдельная армейская авиационная ордена Красной Звезды эскадрилья связи |

### Боевой состав на 1945 год
| в составе 4-го Украинского фронта: - 8-й штурмовой авиационный корпус - 224-я штурмовая авиационная дивизия - 227-я штурмовая авиационная дивизия - 10-й истребительный авиационный корпус - 10-я гвардейская истребительная авиационная дивизия - 15-я гвардейская истребительная авиационная дивизия - 321-я бомбардировочная авиационная дивизия - отдельные части и подразделения: - 8-й отдельный разведывательный авиационный полк - 100-й корректировочный разведывательный авиационный полк - 678-й транспортный авиационный полк - 87-й гвардейский авиационный полк ГВФ - 200-й авиационный полк связи |

| в составе 4-го Украинского фронта: - 8-й штурмовой авиационный корпус - 224-я штурмовая авиационная дивизия - 227-я штурмовая авиационная дивизия - 10-й истребительный авиационный корпус - 10-я гвардейская истребительная авиационная дивизия - 15-я гвардейская истребительная авиационная дивизия - 321-я бомбардировочная авиационная дивизия - отдельные части и подразделения: - 8-й отдельный разведывательный авиационный полк - 100-й корректировочный разведывательный авиационный полк - 678-й транспортный авиационный полк - 87-й гвардейский авиационный полк ГВФ - 200-й авиационный полк связи |

| в составе 4-го Украинского фронта: - 8-й штурмовой авиационный корпус - 224-я штурмовая авиационная дивизия - 227-я штурмовая авиационная дивизия - 10-й истребительный авиационный корпус - 10-я гвардейская истребительная авиационная дивизия - 15-я гвардейская истребительная авиационная дивизия - 321-я бомбардировочная авиационная дивизия - отдельные части и подразделения: - 8-й отдельный разведывательный авиационный полк - 100-й корректировочный разведывательный авиационный полк - 678-й транспортный авиационный полк - 87-й гвардейский авиационный полк ГВФ - 200-й авиационный полк связи - 212-й санитарный авиационный полк |

| в составе 4-го Украинского фронта: - 8-й штурмовой авиационный корпус - 224-я штурмовая авиационная дивизия - 227-я штурмовая авиационная дивизия - 10-й истребительный авиационный корпус - 10-я гвардейская истребительная авиационная дивизия - 15-я гвардейская истребительная авиационная дивизия - 321-я бомбардировочная авиационная дивизия - отдельные части и подразделения: - 8-й отдельный разведывательный авиационный полк - 100-й корректировочный разведывательный авиационный полк - 678-й транспортный авиационный полк - 87-й гвардейский авиационный полк ГВФ - 200-й авиационный полк связи |

| в составе 4-го Украинского фронта: - 8-й штурмовой авиационный корпус - 224-я штурмовая авиационная дивизия - 227-я штурмовая авиационная дивизия - 10-й истребительный авиационный корпус - 10-я гвардейская истребительная авиационная дивизия - 15-я гвардейская истребительная авиационная дивизия - 321-я бомбардировочная авиационная дивизия - отдельные части и подразделения: - 8-й отдельный разведывательный авиационный полк - 100-й корректировочный разведывательный авиационный полк - 678-й транспортный авиационный полк - 87-й гвардейский авиационный полк ГВФ - 200-й авиационный полк связи |

### Боевой состав на 9 мая 1945 года
- 8-й штурмовой авиационный корпус[12]:
  - 224-я штурмовая авиационная Жмеринская Краснознаменная дивизия (Проскуров (Каменец-Подольская область)[12]:
    - 565-й штурмовой авиационный Станиславский ордена Суворова полк (Ил-2)
    - 571-й штурмовой авиационный Остропольский ордена Богдана Хмельницкого полк (Ил-2, Ил-10)
    - 996-й штурмовой авиационный Каменец-Подольский ордена Суворова полк (Ил-2)

  - 227-я штурмовая авиационная Бердичевская Краснознаменная дивизия (Коломыя (Станислав), Станиславская область)[12]:
    - 525-й штурмовой авиационный Ямпольско-Кременецкий Краснознаменный ордена Суворова полк (Ил-2)
    - 208-й штурмовой авиационный Станиславский Краснознаменный орденов Суворова и Кутузова полк (Ил-2)
    - 637-й штурмовой авиационный Тарнопольский ордена Богдана Хмельницкого полк (Ил-2)
- 10-й истребительный авиационный корпус[12]:
  - 10-я гвардейская истребительная авиационная Сталинградская Краснознамённая ордена Суворова дивизия[12]:
    - 111-й гвардейский истребительный авиационный Сталинградский Краснознамённый полк (24.08.1943 — 28.02.1959);
    - 112-й гвардейский истребительный авиационный Каменец-Подольский полк (24.08.1943 — 21.08.1955);
    - 113-й гвардейский истребительный авиационный Карпатский ордена Суворова полк (01.05.1943 — 28.02.1959);
    - 530-й истребительный авиационный Будапештский полк (01.01.1946 — 15.03.1947).

  - 15-я гвардейская истребительная авиационная Сталинградская Краснознамённая ордена Богдана Хмельницкого дивизия[12]:
    - 3-й гвардейский истребительный авиационный Ростов-Донский Краснознамённый полк (19.08.1944 — 02.04.1960);
    - 180-й гвардейский истребительный авиационный Сталинградский Краснознамённый полк (19.08.1944 — 01.03.1952);
    - 181-й гвардейский истребительный авиационный Сталинградский полк (19.08.1944 — 01.03.1952);
    - 32-й гвардейский истребительный авиационный Виленский орденов Ленина и Кутузова полк (01.06.1949 — 15.02.1950);
    - 848-й истребительный авиационный Ордена Кутузова полк (01.12.1945 — 15.03.1947).
- 321-я бомбардировочная авиационная дивизия[12]:
  - 13-й гвардейский бомбардировочный авиационный Ужгородский Краснознаменный полк;
  - 22-й гвардейский ночной бомбардировочный Красноярский ордена Суворова авиационный полк;
  - 242-й бомбардировочный авиационный Карпатский Краснознаменный ордена Богдана Хмельницкого полк.
- 8-й отдельный разведывательный авиационный Мелитопольский орденов Богдана Хмельницкого и Красной Звезды полк;
- 100-й отдельный корректировочно-разведывательный Севастопольский ордена Кутузова авиационный полк;
- 678-й транспортный авиационный полк;
- 383-я отдельная армейская авиационная ордена Красной Звезды эскадрилья связи.

## Командный состав

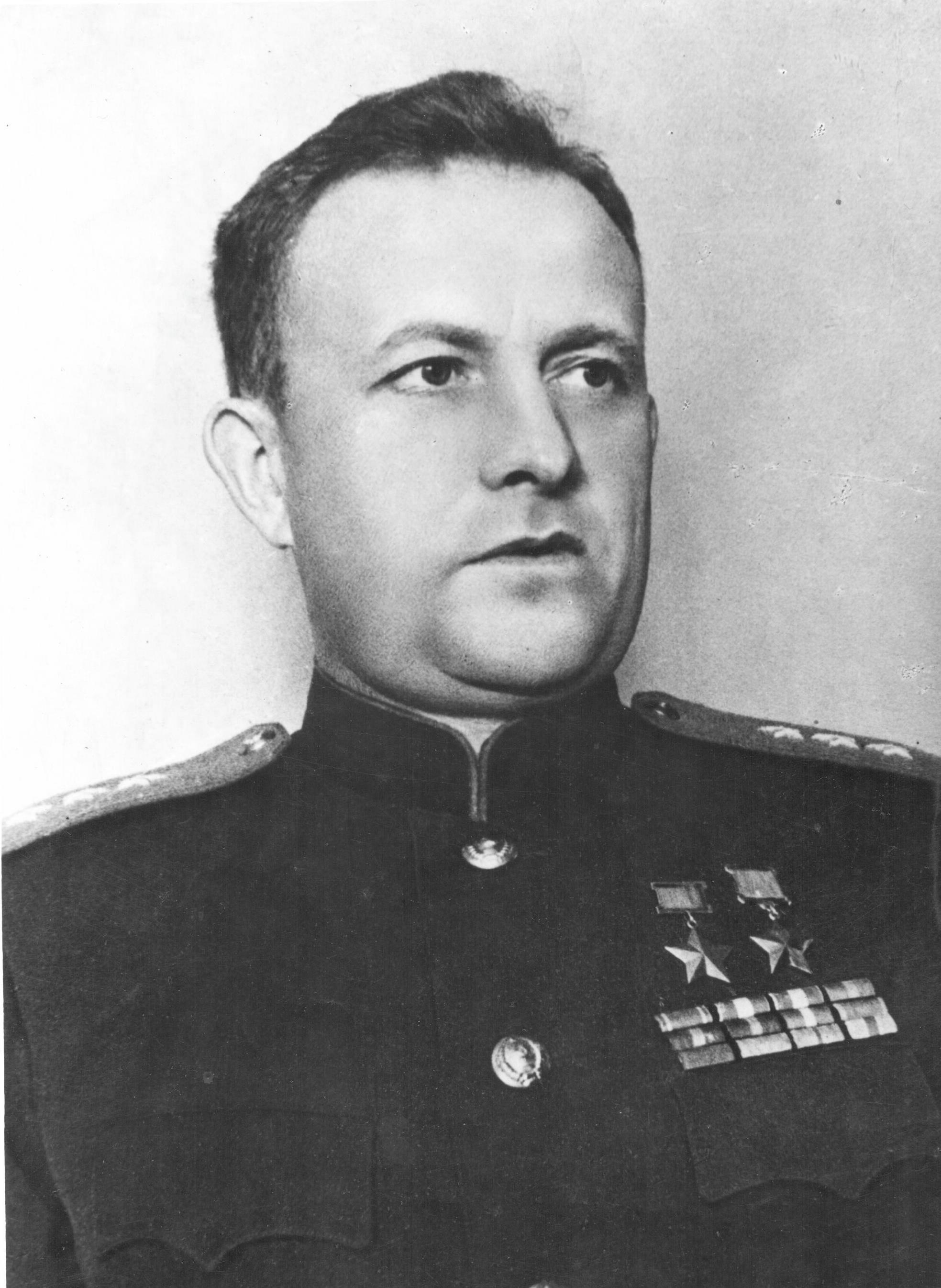
Командующий армией Т. Т. Хрюкин

### Командующие армией
- 15 мая 1942[источник не указан 3526 дней] — 2 июля 1944 — генерал-майор авиации, генерал-лейтенант авиации (с марта 1943) Т. Т. Хрюкин;
- 2 августа 1944 — до конца войны — генерал-лейтенант авиации В. Н. Жданов[13][14].

### Начальники штаба
- с 7 июня 1942[источник не указан 3526 дней] по 17 августа 1942 — генерал-майор авиации Я. С. Шкурин;
- с 18 августа 1942 до 3 февраля 1943 — полковник Н. Г. Селезнёв;
- с 3 февраля 1943 до 6 июня 1944 — полковник с 30.4.1943 года — генерал-майор авиации И. М. Белов;
- с 6 июня 1944 и до конца войны — генерал-майор авиации В. И. Изотов.

### Заместители командующего по политчасти
- с 9 июня 1942[источник не указан 3526 дней] до 3 марта 1944 — бригадный комиссар, генерал-майор авиации (с 20 декабря 1942) А. И. Вихорев;
- с 3 марта 1944 и до конца войны — полковник, генерал-майор авиации (с 16 мая 1944) А. Г. Рытов.

### Начальник разведки
- полковник Иван Иванович Сидоров[3].

### Заместители командующего армией
- Руденко, Сергей Игнатьевич, генерал-майор авиации До этого командовал 7-й ударной авиационной группой Ставки Верховного Главнокомандования[3].
- Самохин, Иван Климентьевич, генерал-майор авиации С мая 1943 года до конца войны.

### Начальник тыла — заместитель командующего по тылу
- генерал-майор авиации Виктор Иванович Рябцев. До этого был летчиком, командовал 41-й тяжелобомбардировочной авиационной эскадрильей[3].

### Начальник политотдела армии
- полковой комиссар Н. М. Щербина. До этого возглавлял авиационный отдел политуправления Юго-Западного фронта; был награждён за участие в боях орденом Красного Знамени[3].

### Начальник оперативного отдела штаба
- полковник А. Р. Перминов[3].

### Главный штурман армии
- подполковник И. П. Михайленко[3].

### Главный инженер армии
- военинженер 1 ранга М. Д. Сидоров

### Начальник воздушно-стрелковой службы
- военинженер 1 ранга А. М. Янчук[3].

### Начальник связи
- подполковник А. Д. Степанян[3].

## Боевые действия
Боевой путь начала в оборонительных сражениях Юго-Западного фронта на полтавском, купянском и валуйско-россошанском направлениях.
В Сталинградской битве в период оборонительного сражения и контрнаступления прикрывала с воздуха и поддерживала войска Юго-Восточного фронта, с 12 июля 1942 года Сталинградского фронта, во взаимодействии с 16-й, 2-й и 17-й воздушными армиями вела бои за господство в воздухе, участвовала в воздушной блокаде окружённой вражеской группировки, осуществляла авиационную поддержку Сухопутных войск при разгроме котельниковской группировки противника.
В составе Южного фронта (с 20 октября 1943 переименован в 4-й Украинский) участвовала в наступлении на ростовском направлении, в воздушной операции ВВС РККА по уничтожению немецкой авиации на аэродромах в мае 1943 года, в попытке прорыва обороны противника на р. Миус в ходе Миусской операции, в освобождении Донбасса, Мелитополя и южной части Левобережной Украины, поддерживала войска фронта в ходе ликвидации никопольской группировки противника и в Крымской операции (включая освобождение Севастополя).
Во время Ростовской операции в период с 20 января по 20 февраля 1943 года всеми силами осуществляла поддержку наступающих войск Южного фронта, уничтожала объекты, военную технику и живую силу врага, завоевывала господство в воздухе. За всю операцию армия выполнила 3891 боевой вылет, из них 2000 — на бомбардировку.
В Львовско-Сандомирской операции действовала в составе 1-го Украинского фронта, затем поддерживала войска 4-го Украинского фронта при преодолении Карпат (бои на Дуклинском перевале) и освобождении Закарпатской Украины, Чехословакии и южных районов Польши. Боевой путь закончила в Пражской операции. Лётчики 8-го ОРАП первыми из состава советских ВВС приземлились на пражском аэродроме.
Всего за годы войны 8-я воздушная армия совершила свыше 220 тысяч боевых вылетов, провели около 4 тыс. воздушных боев и сбили свыше 3 тыс. вражеских самолётов, более тысячи самолётов было уничтожено и повреждено на аэродромах базирования. Экипажами сброшено свыше миллиона авиационных бомб общим весом около 23 тыс. т, израсходоваио около 150 тыс. реактивных снарядов и до 34 млн пушечно-пулеметных боеприпасов. Бомбовыми и штурмовыми ударами уничтожено и выведено из строя около 4500 танков, более 20 тыс. автомашин с войсками и воинскими грузами, около 5 тыс. артиллерийских орудий и миномётов, подавлен огонь до 375 артиллерийских и миномётных батарей, взорвано более 600 складов с боеприпасами и горючим.
За успешное выполнение заданий командования в борьбе с немецко-фашистскими захватчиками и проявленные при этом самоотверженность, отвагу и мужество тысячи воинов армии награждены орденами и медалями, 424 воинам присвоено звание Героя Советского Союза, 24 лётчика удостоены этого звания дважды. Среди них А. В. Алелюхин, Амет-Хан Султан,В. С. Ефремов и В. Д. Лавриненков, а знаменитый ас А. И. Покрышкин — трижды Герой Советского Союза. 10 лётчиков, до конца выполнивших свой воинский долг и павших в боях за свободу и независимость Родины, навечно зачислены в списки воинских частей. Среди них Герои Советского Союза гвардии капитан М. Д. Баранов, капитаны М. Е. Асташкин и А. А. Елохин, гвардии старший лейтенант Н. Е. Глазов, старший политрук С. А. Куница, лейтенанты В. Т. Топольский, М. И. Шилов.

### Участие в операциях и битвах
При поддержке авиации армии было проведено 20 фронтовых операций. Она участвовала в разгроме немецко-фашистских войск под Сталинградом, в освобождении Донбасса, Северной Таврии, Крымского полуострова, Закарпатской Украины, южных районов Польши и Чехословакии:
- Сталинградская стратегическая оборонительная операция
  - Оборонительное сражение на дальних подступах к Сталинграду — с 17 июля 1942 года по 17 августа 1942 года.
  - Оборонительное сражение на ближних подступах к Сталинграду и в городе — с 19 августа 1942 года по 18 ноября 1942 года.
- Сталинградская стратегическая наступательная операция
  - Котельниковская наступательная операция — с 12 декабря 1942 года по 30 декабря 1942 года.
- Ростовская наступательная операция[15] — с 20 января 1943 года по 20 февраля 1943 года.
- Миусская операция (Наступательная операция на реке Миус) — с 17 июля 1943 года по 27 июля 1943 года.
- Донбасская стратегическая наступательная операция
  - Миусско-Мариупольская наступательная операция — с 18 августа 1943 года по 22 сентября 1943 года.
- Нижнеднепровская стратегическая наступательная операция
  - Мелитопольская наступательная операция — с 26 сентября 1943 года по 5 ноября 1943 года.
- Днепровско-Карпатская стратегическая наступательная операция
  - Никопольско-Криворожская наступательная операция — с 30 января 1944 года по 29 февраля 1944 года.
- Крымская стратегическая наступательная операция
  - Перекопско-Севастопольская наступательная операция — с 8 апреля 1944 года по 12 мая 1944 года.
- Львовско-Сандомирская стратегическая наступательная операция
  - Станиславская наступательная операция — с 13 июля 1944 года по 27 июля 1944 года.
- Восточно-Карпатская стратегическая наступательная операция
  - Карпатско-Ужгородская наступательная операция — с 9 сентября 1944 года по 28 октября 1944 года.
- Западно-Карпатская стратегическая наступательная операция
  - Кошицко-Попрадская наступательная операция — с 12 января 1945 года по 28 января 1945 года.
  - Бельская наступательная операция — с 29 января 1945 года по 18 февраля 1945 года.
  - Плешевец-Брезновская наступательная операция — с 12 января 1945 года по 18 февраля 1945 года.
- Пражская стратегическая наступательная операция
  - Оломоуцкая наступательная операция — с 6 мая 1945 года по 9 мая 1945 года.
- Моравско-Остравская наступательная операция — с 10 марта 1945 года по 5 мая 1945 года.
- Пражская операция — с 5 мая 1945 года по 12 мая 1945 года.

## Послевоенная история армии
После войны 8-я воздушная армия в составе Львовского военного округа включала:
- 8-й штурмовой авиационный корпус:
  - 224-я штурмовая авиационная дивизия;
  - 227-я штурмовая авиационная дивизия;
- 10-й истребительный авиационный корпус:
  - 10-я гвардейская истребительная авиационная дивизия;
  - 15-я гвардейская истребительная авиационная дивизия;
- 321-я бомбардировочная авиационная дивизия.

После объединения Прикарпатского и Львовского военных округов, управление армии 9 апреля 1946 года переведено в Киевский военный округ для формирования управления 2-й воздушной армии Дальней авиации в Виннице. Управление 8-го штурмового авиационного Львовского корпуса было переведено на Дальний Восток в состав 9-й воздушной армии Приморского военного округа, где в августе 1946 года был переформирован во 2-й смешанный авиационный Львовский корпус, 224-я штурмовая авиационная Жмеринская Краснознамённая и 227-я штурмовая авиационная Бердичевская Краснознамённая дивизии расформированы. 10-й истребительный авиационный Сталинградский ордена Богдана Хмельницкого корпус передан в состав 14-й воздушной армии в полном составе (10-я гвардейская истребительная авиационная Сталинградская Краснознамённая ордена Суворова дивизия и 15-я гвардейская истребительная авиационная Сталинградская Краснознамённая ордена Богдана Хмельницкого дивизия). 321-я бомбардировочная авиационная дивизия была перебазирована в состав 6-й воздушной армии Туркестанского военного округа в Фергану.

## Память
- В городе-герое Волгограде в честь подвигов авиаторов, участвовавших в Сталинградской битве названа улица имени 8-й воздушной армии[3].
- Именем 8-й воздушной армии названа улица в Севастополе[3].
- Именем 8-й воздушной армии назван совхоз в Быковском районе Волгоградской области[3].
- На здании школы-интерната № 1 Волгограда, где размещался в 1942 г. штаб армии, установлена мемориальная доска[3].
- В школе-интернате № 4 Тракторозаводского района города Волгограда на диораме школьного музея, созданной художниками Студии военных художников имени М. Б. Грекова, запечатлен подвиг летчиков 8-й воздушной армии при отражении попытки вражеских механизированных частей ворваться в город со стороны Тракторного завода. По ходатайству совета ветеранов 8-й воздушной армии в районах базирования частей армии под Сталинградом также установлены мемориальные доски[3].
- Именем командующего армией Т. Т. Хрюкина названы улицы в Волгограде, Севастополе и Белой Церкви. Бороздит воды Атлантики рыболовный траулер «Тимофей Хрюкин», приписанный к морскому порту Калининграда. В Москве на доме, где жил Т. Т. Хрюкин, установлена мемориальная доска, а на Новодевичьем кладбище его могилу венчает бюст, высеченный из мрамора скульптором Е. В. Вучетичем[3].
- В городе-герое Севастополе установлен памятник.
- В городе Симферополе установлена мемориальная плита.
- Пластинка фирмы Мелодия Героям Восьмой воздушной

стерео 33, Апрелевский ордена Ленина завод грампластинок, С62-08889-90, 1977 г. Конверт: Типография ВСГ. Арт. 36-2. Цена 70 коп.

1-я сторона

Героям Восьмой воздушной (С. Сабадаш — Р. Петренко)

Хор Ансамбля песни и пляски Киевского военного округа;

Хор и симфонический оркестр телевидения и радио УССР.

Дирижёр Святослав Литвиненко.

Солист Анатолий Кочерга.

Текст читает Юрий Врублевский.

2-я сторона

Ромашка (С. Сабадаш — Л. Курявенко)

Анатолий Маняченко.

Оркестр Ансамбля песни и пляски Киевского военного округа.

Дирижёр Александр Пустовалов.

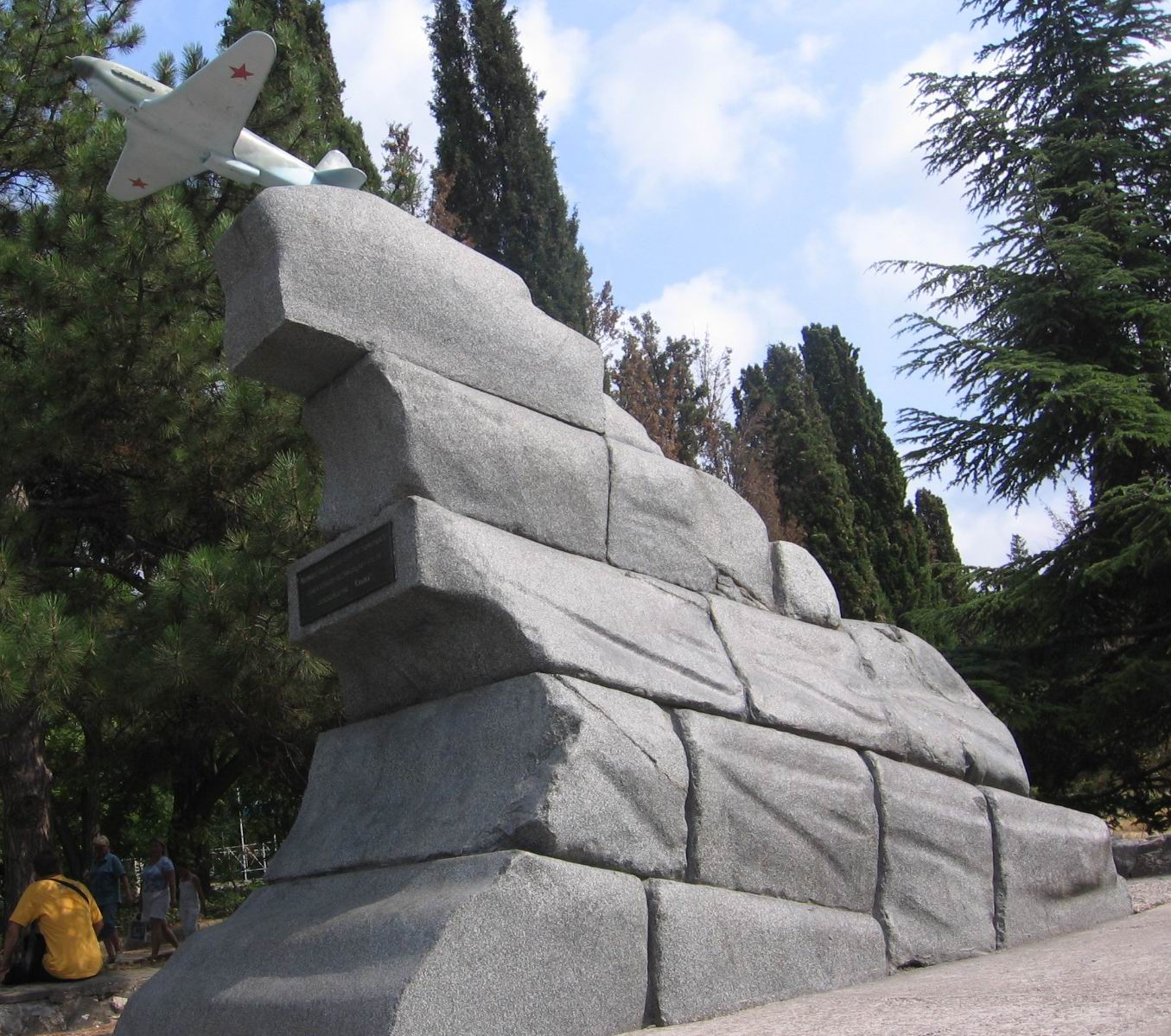
Памятник лётчикам 8-й воздушной армии в Севастополе
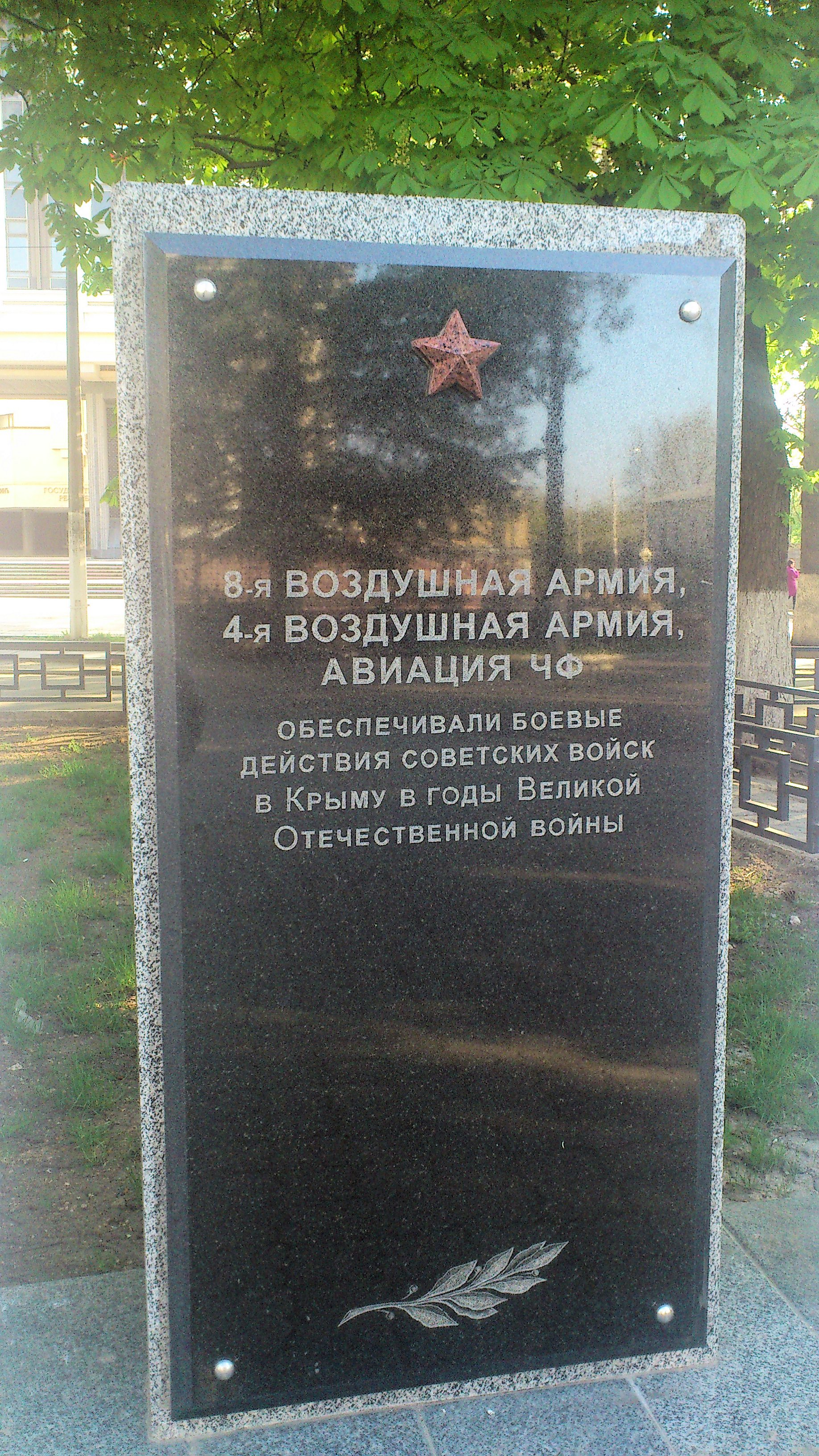
На мемориальной плите у танка-памятника освободителям Симферополя в сквере Победы в Симферополе
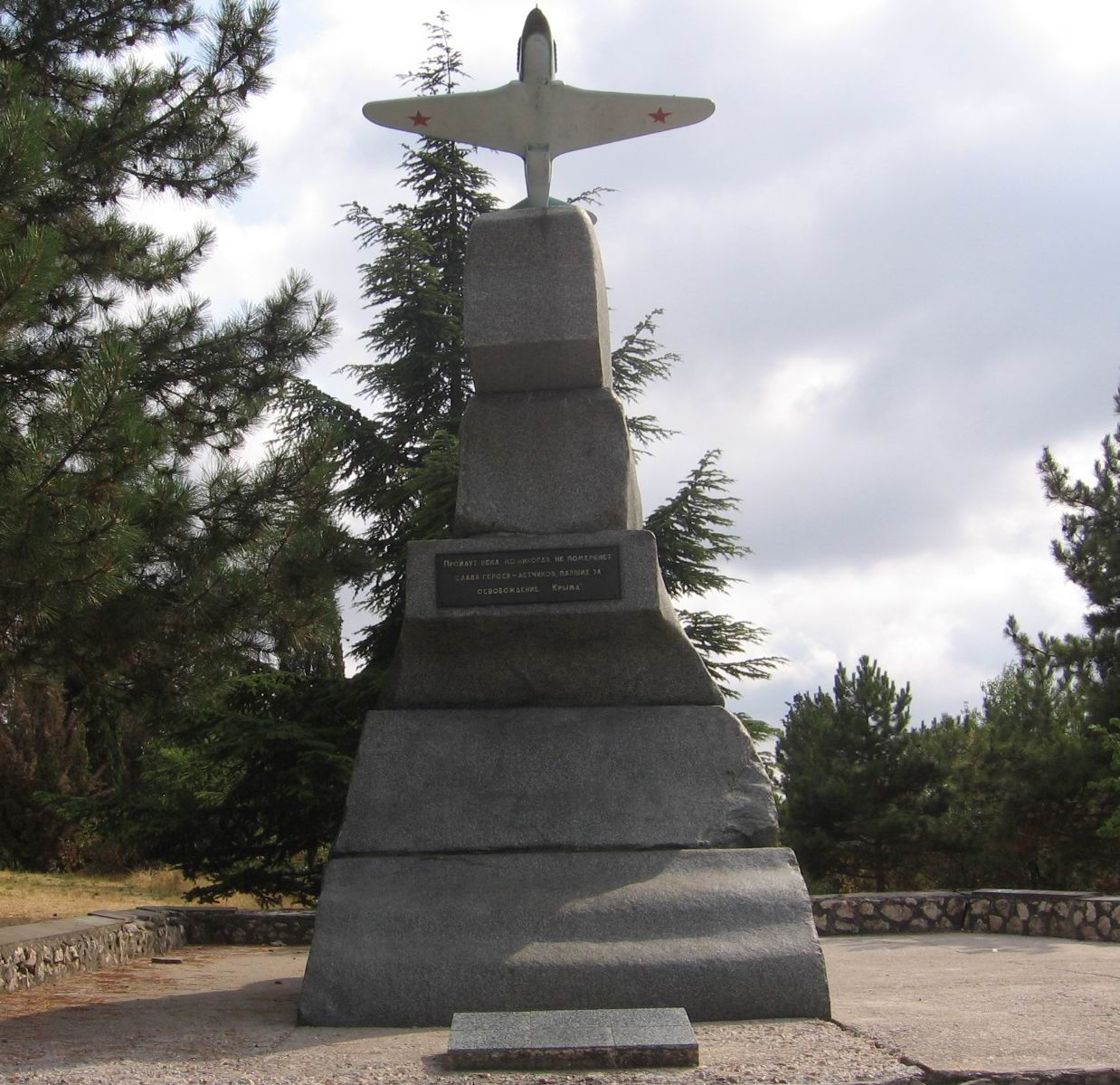
Памятник лётчикам 8-й воздушной армии в Севастополе